# ایوایزومی، ایواته
ایوایزومی، ایواته (به لاتین: Iwaizumi, Iwate) یک منطقهٔ مسکونی در ژاپن است که در استان ایواته واقع شده‌است. ایوایزومی ۹۹۲٫۹۰ کیلومترمربع مساحت و ۱۰٬۰۰۷ نفر جمعیت دارد.